# Nero na cultura popular

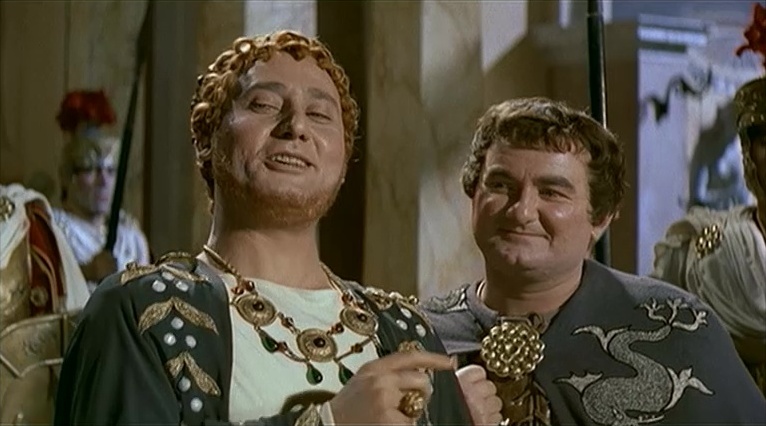
Nero retratado por Alberto Sordi em Nero's Weekend (1956).

O imperador romano Nero, escritor e artista, também é lembrado em algumas obras da cultura de massa, mas sobretudo na tradição histórica popular, onde o nome Nero coincide com eventos extremamente negativos que lhe são atribuídos indevidamente. Ao contrário da historiografia oficial, o povo da cidade continuou a dar-lhe uma espécie de culto popular espontâneo  até o século XII, quando o Papa Pascal II interrompeu a tradição de levar flores ao mausoléu de Domizi Enobarbi, onde Nero foi enterrado, fazendo com que ele fosse demolido. e construir em seu lugar uma capela que mais tarde se tornaria Santa Maria del Popolo. O papa, supersticioso e querendo construir uma nova igreja, decidiu pelo local onde ficavam as ruínas do mausoléu, cortou a noz milenar e, segundo se diz, encontrou a urna com as cinzas, que foram destruídas. Na tradição popular romana, existem muitos lugares referidos e nomeados após Nero pela simples presença de restos mortais.
Em particular, um sarcófago de mármore monumental ao longo da Via Cassia deu o nome de Tomba di Nerone a uma grande área circundante. Basta olhar para o lado do avello em frente ao traçado da estrada para ler a epígrafe que o atribui ao cônsul Publio Vibio Mariano. Os romanos do povo acreditavam que as cinzas de Nero, cuja memória durou ao longo dos séculos como a de um governante arrependido, talvez jogado no Tibre, foram transferidas para esse sepulcro.
O Marquês de Sade e os decadentes o consideravam um esteta que queria superar todos os limites humanos. O poeta grego Konstantinos Kavafis escreveu uma letra que narra os últimos dias de Nero e a ascensão de Galba, intitulada A expiração de Nero. Nero também é conhecido na cultura popular e no cinema: os traços extravagantes e despóticos são frequentemente acentuados. O filme mais famoso é Quo vadis? estrelando entre outros por Peter Ustinov, que recebeu uma indicação ao Oscar em 1952 pelo papel do imperador .
Somente nos últimos tempos a figura de Nero foi historizada no cinema, eliminando representações caricaturais: um exemplo disso é Nero, uma minissérie de dois episódios produzida por Lux Vide e Rai Fiction em 2004. A figura do imperador é analisada aqui como a de um ator e artista que estava involuntariamente envolvido na ambição de sua mãe no império, com a qual ele não conseguiu lidar, exceto com seu próprio temperamento artístico particular.
Em 2010, a cidade de Anzio inaugurou o primeiro monumento do mundo dedicado a Nero, uma estátua de bronze, com a seguinte placa comemorativa: "Nero Claudio Cesare Augusto Germanico, nascido em Anzio em 15/12/37 dC com o nome de Lucio Domizio Enobarbus, filho de Gneo Domizio Enobarbo e Agrippina Minore, irmã do imperador Calígula. Em 54 dC, tornou-se imperador por aclamação dos pretorianos.Em seu principado, o império passou por um período de paz, grande esplendor e importantes reformas. em 9/06/68 AD". No passado, a mesma cidade havia dedicado uma rua a ela, como um famoso "cidadão" que tornou conhecido o nome de Anzio em todo o mundo.

## Literatura e video games
- The Adventures of Nero: O personagem-título Nero recebe o nome de Nero. Em sua primeira aparição, o personagem acredita ser o imperador romano depois de beber cerveja envenenada. Mais tarde, ele recupera sua sanidade, mas todos os personagens continuam se referindo a ele como Nero a partir daquele momento.[2] No álbum De Rode Keiser (O Imperador Vermelho, 1952), Nero viaja no tempo para a Roma Antiga e conhece o verdadeiro imperador Nero.
- The Phantom: Diz-se que Nero era o proprietário original do "anel de caveira" do The Phantom.
- Os Julgamentos de Apolo: O Oráculo Oculto - Nero serve como o pai adotivo do semideus Meg McCaffrey.
- Destino / Grande Ordem: Uma versão feminina do Nero serve como personagem jogável com a qual o avatar do jogador pode interagir.
- Ryse: Filho de Roma: Nero é o imperador de Roma e atua como antagonista. Pelo contrário, seus filhos retratados no jogo não têm parentesco com o imperador na vida real e foram baseados nos imperadores reais Basílio I, Basílio II e Commodus.

## Arte

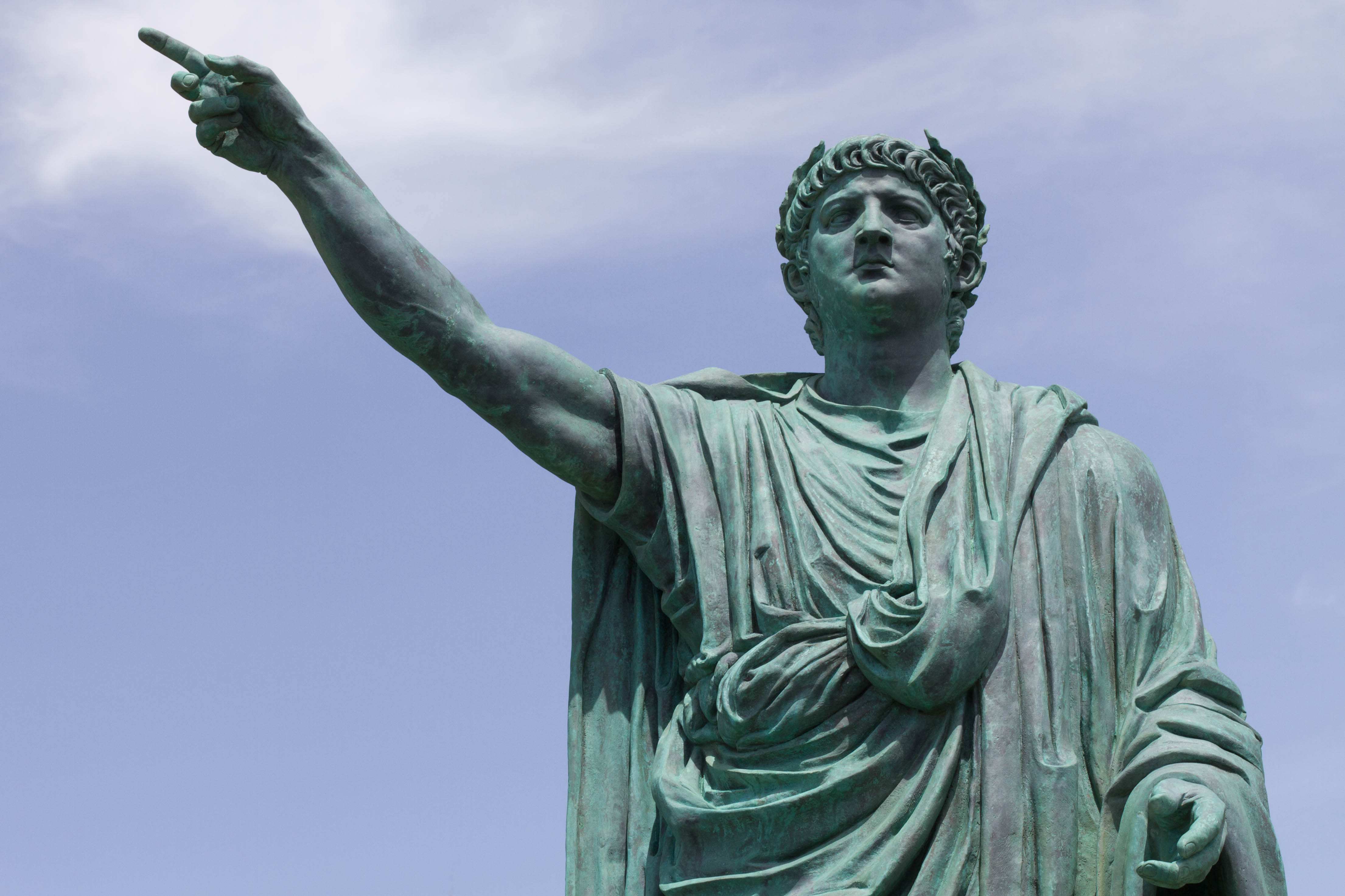
Estátua de Nero por Claudio Valenti, Anzio, Itália (2010).

- A desmaterialização de Salvador Dalí perto do nariz de Nero (1949).
- "A Christian Dirce", de Henryk Siemiradzki (1897). 
  - "Tochas de Nero" mostra cristãos sendo martirizados por ordem de Nero (1876),
- O remorso de Nero após o assassinato de sua mãe, de John William Waterhouse (1878).
- Em 2010, cidade natal de Nero, Anzio, dedicou uma estátua do imperador por Claudio Valenti [3].

## Cinema
- O Sinal da Cruz: Charles Laughton como Nero.
- Violinistas Três: Francis L. Sullivan como Nero.
- Quo Vadis: Peter Ustinov como Nero [4].
- O Cálice de Prata: Jacques Aubuchon como Nero.
- Legião-lebre romana: Mel Blanc como Nero.
- Fim de semana de Nero : Alberto Sordi como Nero.
- A história da humanidade : Peter Lorre como Nero.
- Barrabás: Ivan Triesault como Nero.
- Desafio do gladiador: um sósia de Nero engana os trácios, acreditando que ele é o verdadeiro imperador.
- Jornada nas Estrelas: O personagem de Eric Bana se chama Nero; uma música da trilha sonora é nomeada "Nero Fiddles, Narada Burns"
- História do Mundo, parte 1, Dom Deluise retrata uma versão bem-humorada do Nero.
- O filme dos convidados de Nero (documentário), de Deepa Bhatia, acompanha o trabalho do jornalista P. Sainath ao relatar a crise agrária na Índia e faz uma comparação entre cidadãos indiferentes à devastação de agricultores e convidados de Nero nas festividades que continuaram seu prazer à luz da tochas humanas[5].
- Histórias Horríveis: O Filme: Craig Roberts como Nero.

## Literatura

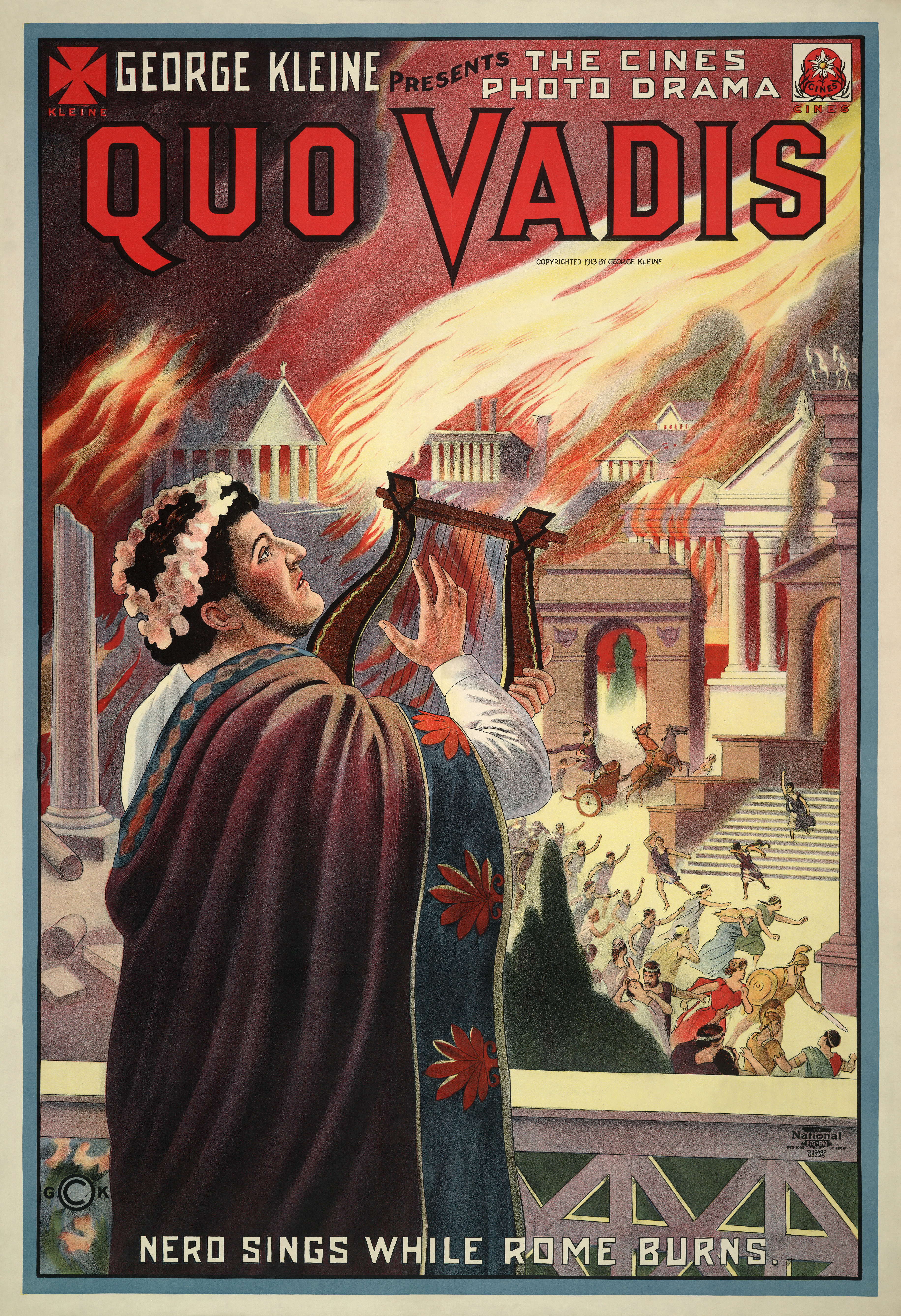
Nero canta enquanto Roma queima. Cartaz do filme italiano Quo Vadis de 1912.

- Margaret Georges, The Confessions of Young Nero (2017): A história da ascensão de Nero ao poder, contada pelo próprio jovem imperador.
- A Song for Nero, de Tom Holt (2003): o duplo de Nero é morto, e o verdadeiro Nero deve tentar sobreviver como músico de rua.
- Nero, o poeta sangrento de Dezső Kosztolányi (1922): Um romance imaginando os crimes de Nero como atos de um poeta invejoso.
- Herdeiros de Nero, de Allan Massie (1999): A morte de Nero e a guerra civil que se seguiu.
- Nero de David Wishart (1996): o reinado de Nero visto através dos olhos de Titus Petronius.
- Quo Vadis de Henryk Sienkiewicz (1896): As perseguições dos cristãos na Roma de Nero.
- Robert Graves, Claudius (1934): Nero é retratado antes da morte de seu antecessor, o imperador Cláudio.
- A tragédia de Nero, do Anonymous (1624), publicada por Augustine Matthews .
- La Mort de Nerón, de Victor Balaguer (1894).
- O Sinal da Cruz de Wilson Barrett.
- Nero de Robert Bridges: da morte de Burrus à morte de Sêneca. Compreendendo a conspiração de Piso (1894).
- Nero de Pietro Cossa: uma peça em cinco atos (1881).
- Você é Amy Freed, Nero (2009).
- A tragédia de Nero, imperador de Roma (1675), de Nathaniel Lee.
- Nero de Stephen Phillips (1906).
- Britannicus de Jean Racine (1669).
- Henry VI, part. 1 de William Shakespeare: Henry faz referência a Nero (Ato I, Cena 4).
- Nero de William Wetmore Story: uma peça histórica (1872).
- O musical de Damn Yankees, de 1955, apresenta uma música intitulada "Aqueles eram os bons velhos tempos", na qual o diabo lamenta os dias de Nero 'brincando com aquelas adoráveis chamas'.

## Televisão
- Doctor Who, 1965 que serializa The Romans (Derek Francis) [6].
- Eu, Cláudio (Christopher Biggins).
- Pedro e Paulo (Julian Fellowes).
- Nero (Hans Matheson).
- Roma Antiga: A Ascensão e Queda de um Império (Michael Sheen).
- Histórias Horríveis (Jim Howick).
- NCIS : "Reacendeu", Gibbs chama o incendiário Billy Wayne de "Nero" durante o interrogatório de Wayne.